# Frédéric Bastiat
Frédéric Bastiat   (Baiona, 30 de juny de 1801 - Roma, 24 de desembre de 1850) Claude Frédéric Bastiat, pronunciat [klod fʁedeʁik bastja], va ser un teòric francès liberal, economista i membre de l'assemblea francesa. És notable pel desenvolupament del concepte econòmic del cost d'oportunitat.

## Biografia
Bastiat va néixer a Baiona, una ciutat portuària al sud de França al golf de Biscaia. El seu pare, Pierre Bastiat, era un prominent home de negocis a la ciutat. La seva mare va morir el 1808, quan Frédéric tenia set anys.
El seu pare es va traslladar a la ciutat de Mugron amb Frédéric després de poc temps. La finca de Bastiat en Mugron havia estat adquirida durant la Revolució Francesa i que havia pertangut al marquès de Poyanne. Pierre Bastiat va morir en 1810, deixant a Frédéric orfe. Va ser adoptat pel seu avi patern i la seva tia soltera, Justine Bastiat. Assistí a una escola a Baiona, però la seva tia pensava malament d'ella i així ho va inscriure a Saint-Sever. Als 17 anys va deixar l'escola a Soresa, on havia fet amistat amb el futur magistrat i diputat Adrien Calmètes, a treballar per al seu oncle en el negoci d'exportació familiar, d'on el seu pare n'havia estat soci. L'economista Thomas DiLorenzo suggereix que aquesta experiència va ser crucial per l'obra posterior de Bastiat, ja que va permetre adquirir coneixements de primera mà al jove Frédéric de com la regulació pot afectar els mercats. Sheldon Richman assenyala que "la majoria d'edat durant les guerres napoleòniques, amb la seva àmplia intervenció del govern en els assumptes econòmics ".
Bastiat començà a desenvolupar interès intel·lectual, ja no volia treballar amb el seu oncle i somiava anar a París per fer estudis formals. Aquest somni mai es va fer realitat, ja que el seu avi estava malament de salut i desitjava anar a la finca Mugron. Bastiat el va acompanyar i se'n va ocupar. A l'any següent, quan Bastiat tenia 24 anys, el seu avi va morir, deixant al jove la finca de la família, el que li proporciona els mitjans de subsistència per continuar les seves investigacions teòriques. Bastiat va desenvolupar interessos intel·lectuals en diverses àrees, incloent "la filosofia, la història, la política, la religió, els viatges, la poesia, l'economia política i la biografia". Després de la revolució burgesa de 1830, Bastiat es va fer políticament actiu i va ser elegit jutge de pau de Mugron en 1831 i al Consell General (assemblea de nivell subestatal) de les Landes el 1832. Va ser elegit membre de l'assemblea legislativa nacional després de la Revolució Francesa de 1848 ".

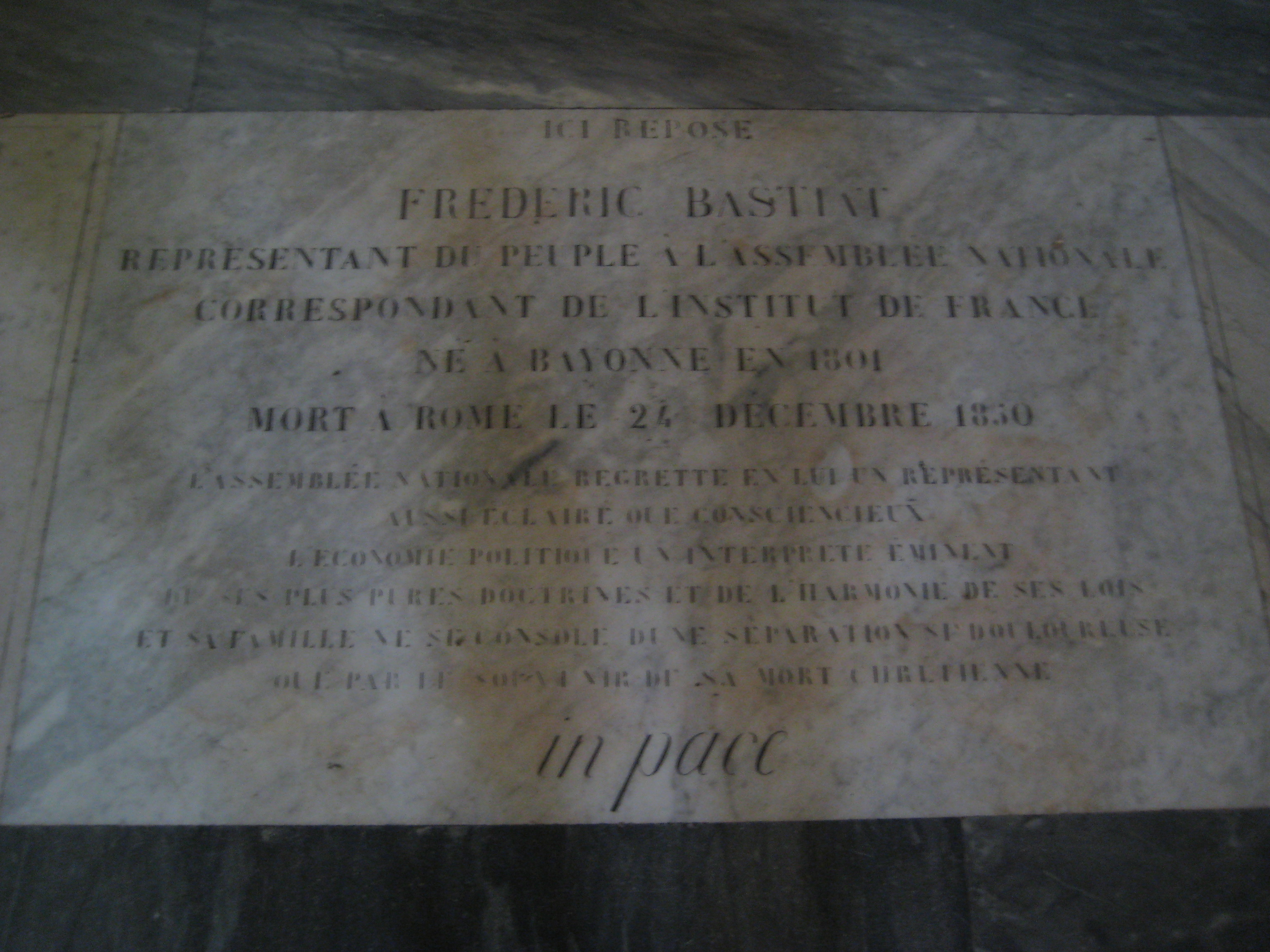
Làpida de la tomba de Bastiat a San Luigi dei Francesi

La seva carrera pública com a economista va començar el 1844 quan el seu primer article va ser publicat al «Journal des Economistes», l'octubre d'aquell any. Va ser interromput per la seva prematura mort el 1850. Bastiat havia contret tuberculosi, probablement durant els seus viatges per França per promoure les seves idees, i que finalment la malaltia li va impedir fer més discursos (sobretot en l'assemblea legislativa per a la que fou elegit en 1848 i 1849). En la tardor de 1850, va ser enviat a Itàlia pels seus metges. Viatjà per primera vegada a Pisa, i després a Roma. El 24 de desembre de 1850, Bastiat va cridar a aquells amb qui s'acostés al seu llit. Murmurà dos cops les paraules "La veritat" i després va morir. Bastiat va morir a Roma i està enterrat a San Luigi dei Francesi al centre d'aquesta ciutat.

## Obres
Bastiat va ser l'autor de nombroses obres sobre economia i política econòmica, en general es caracteritza per la seva organització clara, argumentació contundent i un enginy mordaç. L'economista Murray Rothbard va escriure que "Bastiat va ser de fet un escriptor lúcid i magnífic, del qual els seus brillants i enginyosos assaigs i faules fins avui són notables i devastadores demolicions del proteccionisme i de totes les formes de subsidi i control governamental. Era un defensor veritablement brillant d'un mercat lliure sense traves"
D'altra banda, Bastiat declarà que el subsidi ha d'estar disponible, però de forma limitada: "sota circumstàncies extraordinàries, per a casos urgents, l'Estat ha de destinar recursos per a assistir a certes persones desafortunades, per ajustar-los a canviar la seva condició". Entre les seves obres més conegudes hi ha «Sofismes econòmics», que conté molts dels atacs amb paraules fortes sobre les polítiques estatistes. Bastiat va escriure l'obra mentre vivia a Anglaterra, per assessorar els forjadors de la República Francesa.
A «Sofismes econòmics» hi ha la coneguda paràbola satírica coneguda com a "Petició dels fabricants de veles", que es presenta com una demanda del gremi de fabricants d'espelmes al govern francès, demanant al govern que bloqueji el Sol per evitar la seva competència deslleial amb els seus productes. També bromeja "defensant" la prohibició de l'ús de la mà dreta a tothom, sobre la base dels supòsits que una major dificultat significa més treball i més treball significa més riquesa.
L'obra més famosa de Bastiat és però, sens dubte, «La Llei», publicada originalment com a pamflet l'any 1850. En ell es defineixen, a través del desenvolupament, un sistema just de les lleis i, a continuació es mostra com aquesta llei facilita una societat lliure.
A més, en el seu assaig de 1850 "Ce qu'on voit et ce qu'on ne voit pas" (El que es veu i el que no es veu), Amb la paràbola de la finestra trencada que introdueix el concepte de cost d'oportunitat, tanmateix la seva denominació d'aquest terme no va ser encunyat fins més de mig segle després de la seva mort el 1914 per Friedrich von Wieser. En el mateix assaig hi ha alguns apunts que semblen donar suport a la idea d'estímul econòmic, d'acord amb Bradford DeLong.
També s'involucrà en una controvèrsia amb Pierre-Joseph Proudhon, entre 1849 i 1850, sobre la legitimitat dels interessos.

## Pensament

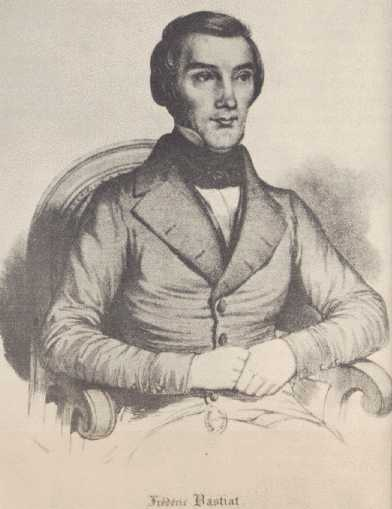
Frédéric Bastiat

Bastiat afirmava que l'únic propòsit del govern és defensar i protegir el dret d'un individu a la vida, la llibertat i la propietat. A partir d'aquesta definició, Bastiat conclou que la llei no pot defensar la vida, la llibertat i la propietat si promou polítiques socialistes, que estan intrínsecament oposades a aquestes mateixes coses. D'aquesta manera, diu, la llei es perverteix i es gira en contra les úniques coses (vida, llibertat i propietat) que se suposa ha de defensar.
També va ser un ferm partidari del lliure comerç. Fou inspirat per Richard Cobden amb qui mantenia de manera rutinària correspondència i ha treballava amb les associacions de lliure comerç a França.
A «La Llei», Bastiat explica que, si les classes privilegiades usen el govern per a fer un "saqueig legalitzat", això animaria a les classes baixes a la rebel·lió o l'ús socialista "saqueig legalitzat", i que la resposta correcta tant per als socialistes i els corporativistes és cessament de tota "saqueig legalitzat". Bastiat explica també per què la seva posició és que la llei no pot defensar la vida, la llibertat i la propietat si promou polítiques socialistes. Quan s'utilitza per obtenir el "saqueig legalitzat" per a qualsevol grup, diu, la llei es perverteix i es gira contra aquell a qui se suposa que ha de defensar.
A causa del seu èmfasi en el paper de la demanda dels consumidors en l'inici de progrés econòmic, Bastiat ha estat descrit per Mark Thornton, Thomas DiLorenzo, i altres economistes com un precursor de l'Escola Austríaca. En les seves «Harmonies econòmiques», Bastiat assenyala que,
| « | No podem dubtar que l'interès propi és el gresol de la naturalesa humana. Ha de quedar clar que aquesta paraula s'utilitza aquí per designar un fet universal, indiscutible, que resulta de la naturalesa de l'home, i no una sentència adversa, com seria la paraula egoisme. | » |

Thornton planteja que Bastiat, a través d'aquesta presa de posició sobre les motivacions de l'acció humana, mostra un pronunciat "sabor d'Àustria".
Una de les contribucions més importants de Bastiat en el camp de l'economia era la seva advertència en el sentit que les bones decisions econòmiques només es poden prendre tenint en compte el "quadre complet". És a dir, les veritats econòmiques que s'arribi a l'observació no només les conseqüències immediates - és a dir, guanys i pèrdues - d'una decisió econòmica, sinó també mitjançant l'examen de les conseqüències a llarg termini de segon i tercer nivell. A més, s'ha d'examinar l'efecte de la decisió no només en un sol grup de persones (per exemple els fabricants d'espelmes) o d'una sola indústria (per exemple fer espelmes), sinó pel conjunt del poble i totes les indústries de la societat en conjunt. Per a Bastiat, un economista ha de tenir en compte tant "El que es veu i el que no es veu". La regla de Bastiat va ser exposada més tard i desenvolupada per Henry Hazlitt, en la seva «Economics in One Lesson», en la que Hazlitt pren el llenguatge mordaç de Bastiat a la paràbola del vidre trencat i va arribar a demostrar com s'aplica a una àmplia varietat de falsedats econòmiques.
Una famosa secció de «Sofismes econòmics» fa refèrencia a la manera com els aranzels són intrínsecament contraproduents. Bastiat postula un ferrocarril teòric entre Espanya i França, que es construeix per tal de reduir els costos del comerç entre els dos països. Això s'aconsegueix, per descomptat, fent que les mercaderies es moguin entre les dues nacions més ràpida i fàcilment. Bastiat demostra que aquesta situació beneficia als consumidors dels dos països, ja que redueix el cost d'enviament de mercaderies i, per tant, redueix el preu en el mercat per a aquests béns.
No obstant això, els productors de cada país comencen a criticar els seus governs i que els productors de l'altre país pot ara proporcionar certs béns en el mercat intern a un preu reduït. Els productors nacionals d'aquests béns tenen por de ser superats i condemnats a desaparèixer davant la nova indústria viable de l'altre país. Per tant, aquests productors nacionals exigeixen que s'estableixin taxes per elevar artificialment el cost de les mercaderies estrangeres als seus nivells anteriors a la del ferrocarril, perquè puguin seguir competint.
Bastiat planteja dos punts importants aquí:
- Tot i que els productors en una societat es beneficiaren d'aquestes taxes (segons Bastiat no ho són), els consumidors de la societat estan clarament perjudicats pels aranzels, ja que ara són incapaços d'assegurar els béns que volen a un preu baix.
- Les taxes redueixen les fites i eliminen la disminució de costos assolides pel ferrocarril i, per tant, fa que sigui essencialment inútil.

Per demostrar encara més els seus punts, Bastiat suggereix que, en lloc de la promulgació de taxes, el govern simplement ha de destruir la via fèrria per tal que els béns estrangers no puguin competir amb els productes locals. Atès que aquesta situació passaria gairebé a tot arreu, va a suggerir que els governs simplement deixessin de construir ferrocarrils des d'un bon principi, i no malgastessin el temps amb l'establiment de taxes i la construcció de ferrocarrils.